# Архангельське сільське поселення (Юсьвинський район)
Арха́нгельське сільське́ посе́лення (рос. Архангельское сельское поселение) — муніципальне утворення у складі Юсьвинського району Пермського краю. Центр — село Архангельське.
Населення — 2674 особи (2011; 3130 в 2010).
Голови поселення:
- Селіна Віра Дмитрівна
- Нікулін Микола Георгіївна

## Склад
До складу поселення входять такі пункти:
| Населений пункт | Населення, осіб (2011) |
| --------------- | ---------------------- |
| Андроново       | 16                     |
| Антипіно        | 337                    |
| Архангельське   | 508                    |
| Верхня Волпа    | 43                     |
| Віжелово        | 24                     |
| Вотяково        | 6                      |
| Вороново        | 25                     |
| Ганево          | 12                     |
| Дмитрієво       | 44                     |
| Доєг            | 256                    |
| Дойкар          | 1                      |
| Жуково          | 15                     |
| Забганово       | 6                      |
| Івучево         | 24                     |
| Істер-Дор       | 40                     |
| Казенна         | 49                     |
| Калініно        | 54                     |
| Капіліно        | 24                     |
| Кубенево        | 48                     |
| Мосіно          | 160                    |
| Мурмес          | 35                     |
| Нижня Волпа     | 113                    |
| Ніколаєво       | 38                     |
| Новоселово      | 20                     |
| Онохово         | 76                     |
| Пет-Бор         | 21                     |
| Петрунево       | 3                      |
| Петухово        | 59                     |
| Піканово        | 180                    |
| Проніно         | 7                      |
| Рудаково        | 17                     |
| Секово          | 47                     |
| Тарабаєво       | 1                      |
| Федотово        | 86                     |
| Чинагорт        | 185                    |
| Шулаки          | 2                      |
| якунево         | 10                     |
| Якушево         | 50                     |
| Яранево         | 32                     |

Колишні населені пункти — Бєляєво, Карасово, Константиновка, Лучніково, Слудіно, Степаново.